# Distrito de Winterthur
El distrito de Winterthur es uno de los doce distritos del Cantón de Zúrich, en Suiza. Su capital es la ciudad de Winterthur.

## Comunas
| Distrito de Winterthur | Distrito de Winterthur | Distrito de Winterthur |
| Comunas                | Población (31.12.2014) | Superficie km²         |
| ---------------------- | ---------------------- | ---------------------- |
| Altikon                | 657                    | 7.68                   |
| Brütten                | 2031                   | 6.67                   |
| Dägerlen               | 979                    | 7.90                   |
| Dättlikon              | 762                    | 2.87                   |
| Dinhard                | 1482                   | 7.15                   |
| Elgg                   | 4145                   | 15.53                  |
| Ellikon an der Thur    | 907                    | 4.92                   |
| Elsau                  | 3464                   | 8.06                   |
| Hagenbuch              | 1112                   | 8.17                   |
| Hettlingen             | 3065                   | 5.87                   |
| Hofstetten             | 482                    | 8.85                   |
| Neftenbach             | 5498                   | 15.00                  |
| Pfungen                | 3655                   | 4.99                   |
| Rickenbach             | 2554                   | 6.03                   |
| Schlatt                | 754                    | 9.03                   |
| Seuzach                | 7230                   | 7.56                   |
| Turbenthal             | 4441                   | 25.07                  |
| Wiesendangen           | 6114                   | 19.32                  |
| Winterthur             | 106 552                | 68.05                  |
| Zell                   | 5689                   | 12.70                  |
| Total (20)             | 125 807                | 251.30                 |

## Cambios en las comunas

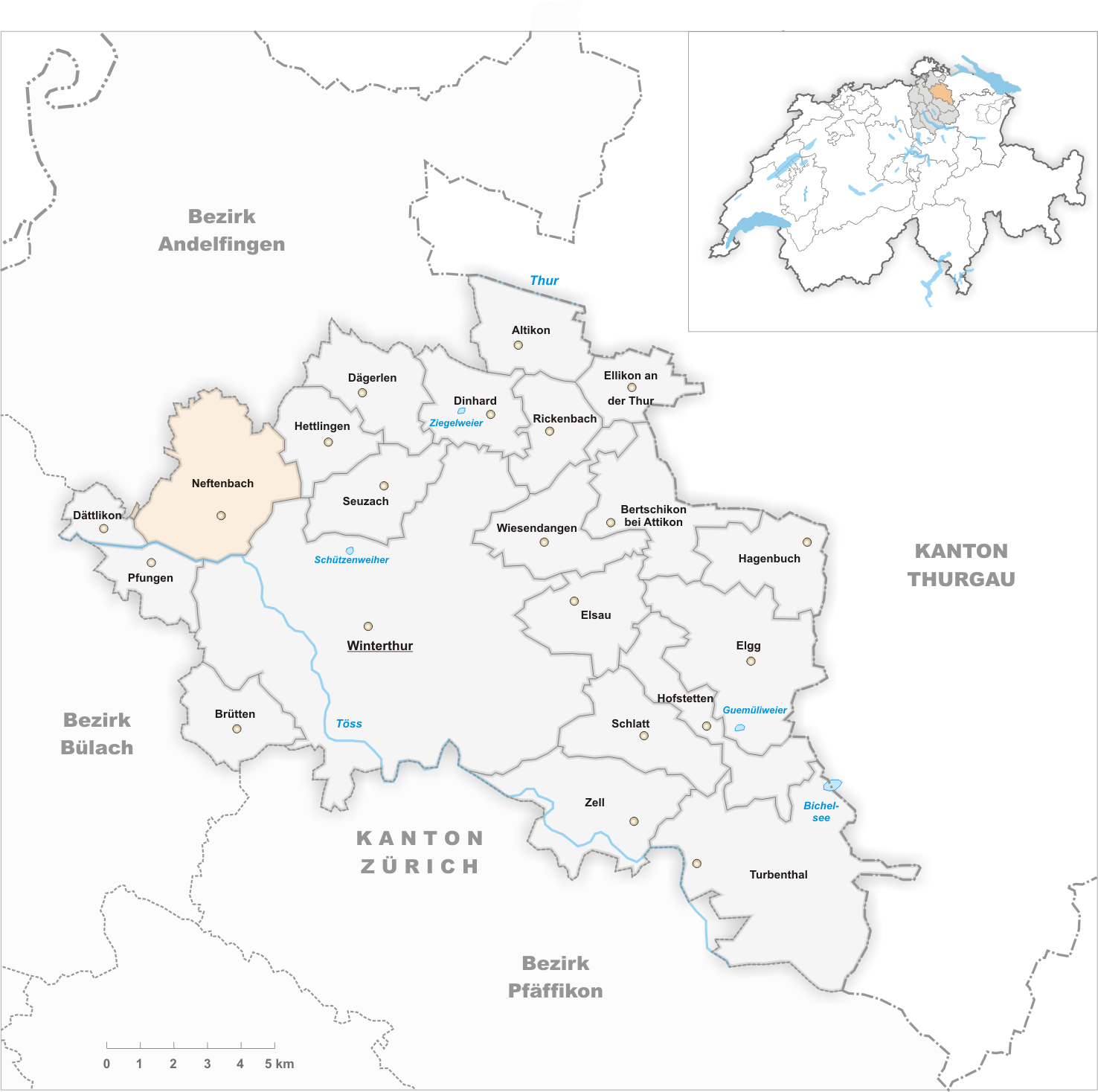
Comunas hasta 2012
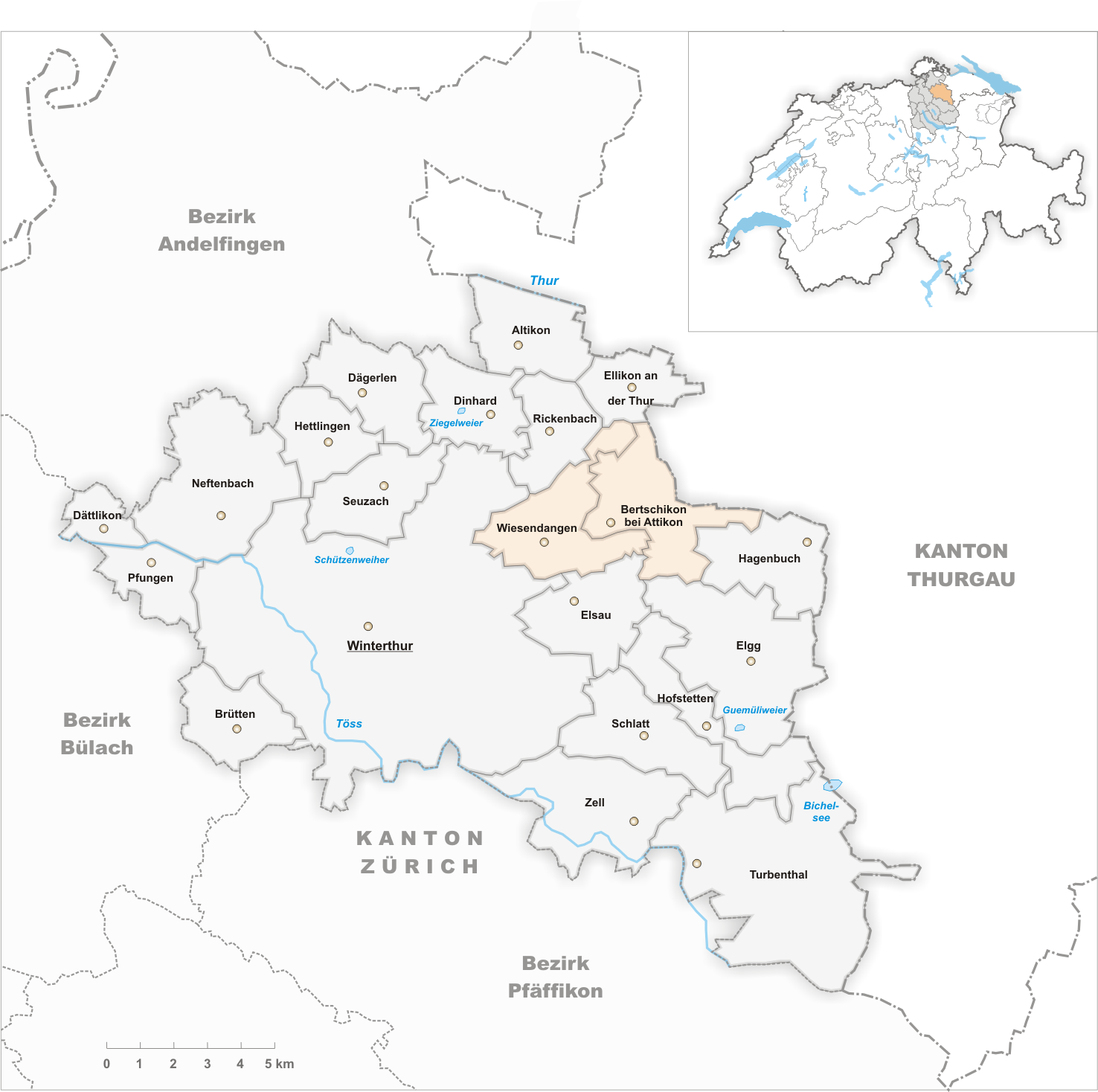
Comunas hasta 2013

- 2013: Fusión de la localidad Obere Hueb de la comuna de Buch am Irchel con Neftenbach →  Neftenbach
- 2014: Bertschikon bei Attikon y Wiesendangen  →  Wiesendangen